# José Nilson dos Santos Silva
José Nilson dos Santos Silva (sinh ngày 6 tháng 4 năm 1991) là một cầu thủ bóng đá người Brasil.

## Sự nghiệp câu lạc bộ
José Nilson dos Santos Silva đã từng chơi cho Ventforet Kofu.